# Argiloborus
Argiloborus is een geslacht van kevers uit de familie van de loopkevers (Carabidae). De wetenschappelijke naam van het geslacht is voor het eerst geldig gepubliceerd in 1937 door Jeannel.

## Soorten
Het geslacht Argiloborus omvat de volgende soorten:
- Argiloborus agostii Giachino, 2003
- Argiloborus alutaceus (Jeannel, 1957)
- Argiloborus amblygonus Jeannel, 1960
- Argiloborus ambreanus Jeannel, 1963
- Argiloborus andriai Jeannel, 1963
- Argiloborus angustus Jeannel, 1963
- Argiloborus ankaratrae Jeannel, 1957
- Argiloborus balinensis Giachino, 2003
- Argiloborus besucheti Giachino, 2003
- Argiloborus brevicollis Jeannel, 1958
- Argiloborus brevis Jeannel, 1963
- Argiloborus burckhardti Giachino, 2003
- Argiloborus ceylanicus Jeannel, 1960
- Argiloborus curtus Jeannel, 1960
- Argiloborus gracilis Jeannel, 1960
- Argiloborus huberi Giachino, 2003
- Argiloborus imerinae Jeannel, 1957
- Argiloborus indicus Jeannel, 1960
- Argiloborus indonesianus Giachino, 2003
- Argiloborus insularis Jeannel, 1957
- Argiloborus javanicus Giachino, 2003
- Argiloborus laticollis Jeannel, 1963
- Argiloborus loebli Giachino, 2003
- Argiloborus longicollis (Jeannel, 1963)
- Argiloborus malaysianus Giachino, 2003
- Argiloborus monticola Jeannel, 1960
- Argiloborus murphyi Mateu, 1969
- Argiloborus oblongus (Jeannel, 1957)
- Argiloborus pauliani (Jeannel, 1952)
- Argiloborus planatus Jeannel, 1963
- Argiloborus punctaticollis Jeannel, 1963
- Argiloborus pusillus Jeannel, 1958
- Argiloborus quadraticollis (Jeannel, 1957)
- Argiloborus remyi Jeannel, 1958
- Argiloborus riedeli Giachino, 2001
- Argiloborus roberti Giachino, 2003
- Argiloborus scotti Jeannel, 1937
- Argiloborus sogai Jeannel, 1963
- Argiloborus stricticollis Jeannel, 1960
- Argiloborus tenuis (Jeannel, 1952)
- Argiloborus thailandicus Zaballos, 1988
- Argiloborus thoracicus Jeannel, 1957
- Argiloborus vadoni (Jeannel, 1952)